# Olomouc město
Olomouc město – stacja kolejowa w Ołomuńcu, w kraju ołomunieckim, w Czechach. Znajduje się tuż przy centrum miasta. Znajduje się na wysokości 220 m n.p.m.
Na stacji istnieje możliwość zakupu biletów i rezerwacji miejsc. 

## Linie kolejowe
- 275 Olomouc - Drahanovice